# Alemanha nos Jogos Olímpicos de Verão de 1960
A Alemanha competiu nos Jogos Olímpicos de Verão de 1960, realizados em Roma, Itália.